# Trichocerca marina
Trichocerca marina är en hjuldjursart som först beskrevs av Daday 1890.  Trichocerca marina ingår i släktet Trichocerca och familjen Trichocercidae. Arten är reproducerande i Sverige. Inga underarter finns listade i Catalogue of Life.